# زمین‌لرزه ۲۰۱۰ کانتربری
زمین لرزه کرایست‌چرچ ٫نیوزیلند، زمین‌لرزه ۷،۴ ریشتری بود که در بامداد شنبه ۴ سپتامبر ۲۰۱۰ در نیوزیلند به وقوع پیوست. مرکز این زلزله در ۲۳ کیلومتری شمال غرب شهر کرایست‌چرچ و ۳۲۰ کیلومتری جنوب ولینگتون، پایتخت نیوزیلند بود و ۴۰ ثانیه طول کشید.این زمین لرزه با وجود اینکه از زمین‌لرزه ویرانگر هائیتی قوی تر بود تنها باعث تخریب نسبی چند ساختمان قدیمی و بی خانمان شدن چند ده تن از مردم شهر شد.

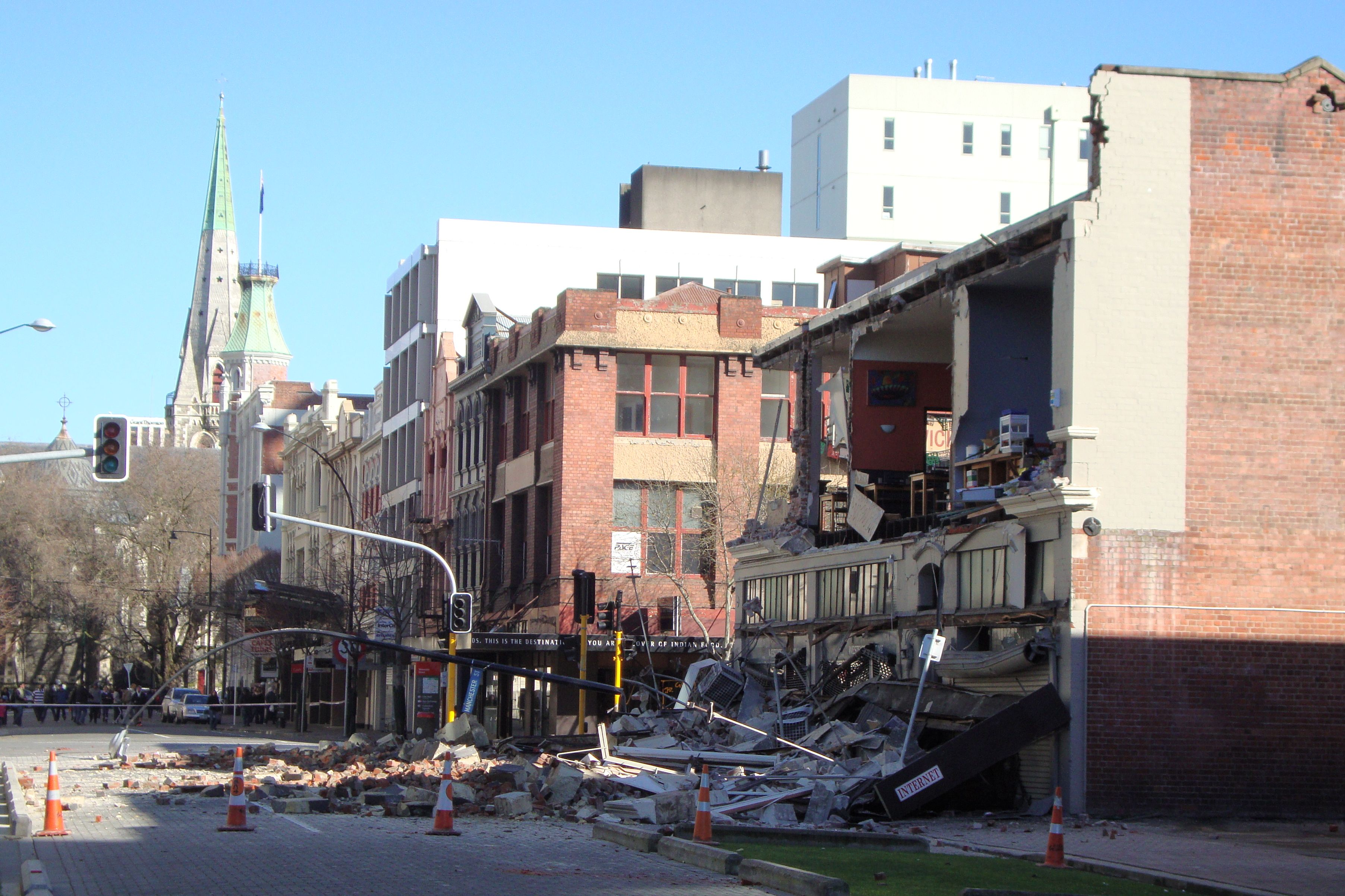
نمای برخی ساختمانها دچار آسیب شد

به علت عمق کم، این زلزله سطح وسیعی از زمین را به لرزه در آورد به طوری که مردم شهر اینورکارگیل در ۵۰۰ کیلومتری کانون زلزله بر اثر لرزش‌های زمین از خواب بیدار شدند.
حدود پنج ماه پس از وقوع این زلزله، زمین لرزه دیگری با قدرت بیشتر شهر کرایست چرچ را لرزاند که خسارات بیشتری را به شهر وارد کرد.
زمین‌لرزه کانتربری  در تاریخ ۳ سپتامبر ۲۰۱۰ میلادی، ساعت ۱۶:۳۵:۴۷٫۸ به زمان یوتی‌سی در زلاند نو ، منطقه جزیره جنوبی رخ داد.ژرفای این زلزله ۱۲٫۰ کیلومتر بود. بزرگی آن ۷٫۱ در مقیاس Mw بدست آمده‌است.
پروژهٔ جهانی تنسور گشتاور مرکزوار پارامتر زمان مرکزوار زمین‌لرزه را با اختلاف ۱۰٫۱ ثانیه نسبت به زمان رخداد اشاره شده در بالا و مختصات مرکزوار را در ۴۳°۳۴′جنوبی ۱۷۲°۰۷′شرقی / ۴۳٫۵۶°جنوبی ۱۷۲٫۱۲°شرقی محاسبه کرد و همچنین، ژرفا در ۱۲٫۰ کیلومتر ثابت شده‌است. در این محاسبات زاویه‌های (راستا، شیب، ریک) گسل سازندهٔ زمین‌لرزه و صفحه عمود بر آن برابر با (°۱۷۸، °۸۲، ° ۱) یا (° ۸۸، °۸۹، ° ۱۷۲) حاصل شده‌است.